# Xiangqi
Xiangqi (chinesisch 象棋, Pinyin xiàngqí, W.-G. hsiang4-ch'i2;, Jyutping zoeng6kei4*2 anhörenⓘ, vietnamesisch Cờ tướng), das chinesische Schach, ist eine in Ostasien, vor allem in China, Taiwan und Vietnam verbreitete Form des Schachspiels, die seit dem 9. Jahrhundert existiert.

## Allgemeines
Xiangqi ist eng verwandt mit dem koreanischen Schach Janggi. Hingegen ähnelt das mongolische Shatar eher dem westlichen Schach, obwohl es auf der Liste des immateriellen Kulturerbes der Volksrepublik China steht.
Schach und Xiangqi ähneln einander in vielen Punkten, entsprechend der verbreiteten, aber nicht unumstrittenen Theorie, dass alle Schachspiele einen gemeinsamen Urahn haben – das aus Indien stammende Chaturanga – und somit miteinander verwandt sind. Einer anderen Theorie zufolge leitet sich Chaturanga aus einer älteren Version des Xiangqi ab. Die Verbreitung und Nutzung von Elefanten und die Aufstellung zu Beginn einer Schlacht sprechen aber eher dagegen.

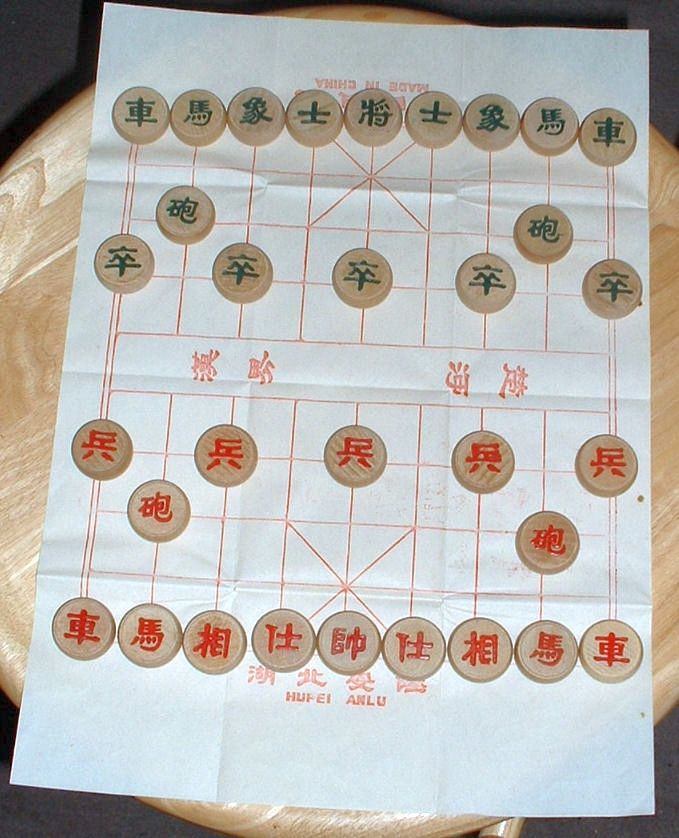
Ein einfaches „Brett“

Gespielt wird auf den Schnittpunkten eines Spielbrettes mit zehn waagerechten Reihen und neun senkrechten Linien (90 mögliche Positionen). Wie im Go werden die Figuren auf die Kreuzungspunkte der Linien gesetzt, nicht ins Innere der Felder. Entsprechend gibt es auch keine weißen und schwarzen Felder.

## Spielregeln

### Grundbegriffe und Spielziel
Das Spielbrett (für das man in China zuweilen einfach einen ausfaltbaren Spielplan aus Papier nutzt) ist in besondere Bereiche eingeteilt. Zwischen der 5. und 6. Reihe liegt der „Gelbe Fluss“ ohne Längslinien, der das Spielfeld in zwei Reiche – Nord (rot) und Süd (schwarz) – einteilt. Dieser Fluss hat Auswirkungen auf die Zugweise zweier Figurenarten.
Auch der Feldherr/General (König) selbst und seine Begleiter, die Leibwächter (Mandarine) sind in ihrer Bewegung eingeschränkt. Sie können den Palast oder die Festung (ein Gebiet von 3 mal 3 Feldern (Schnittpunkten) in der Mitte der Grundreihe, das durch diagonale Linien markiert ist) nicht verlassen. Nicht selten passiert es, dass einer der oder sogar beide Mandarine zum „Verräter“ an ihrem Feldherrn werden, da sie ihn so in der Bewegung einschränken, dass ihm kein Fluchtfeld mehr bleibt.
Die Spielsteine sind keine Figuren, sondern dicke runde Scheiben, die sich durch aufgedruckte, -gemalte oder eingeprägte chinesische Schriftzeichen unterscheiden. Obwohl die Figuren beider Seiten sich in ihren Spielzügen nicht voneinander unterscheiden, werden meistens zwei unterschiedliche, aber entweder bedeutungsähnliche oder in der Aussprache gleiche Schriftzeichen (Homophone) für jede Figurenart verwendet, eines für Rot und eines für Schwarz. Dies begründet sich dadurch, dass die schwarzen (manchmal auch grünen) Steine die Südchinesen, die roten dagegen die Nordchinesen darstellen; eine mögliche – wenn auch unbewiesene – Erklärung ist, dass wegen der unterschiedlichen Dialekte der beiden Landesteile, und weil der Norden z. B. nicht über Kriegselefanten verfügte, die Bezeichnungen teilweise ungleich sind. Bei alten Spielsätzen, die oft nur eingeschnitzte Schriftzeichen ohne schwarze und rote Färbung verwenden, sind alle Figurenpaare leicht unterschiedlich beschriftet, um die Steine auch ohne Farbmarkierung unterscheiden zu können.
Ein Spieler führt die roten Steine, der andere die schwarzen. Rot eröffnet mit dem ersten Zug das Spiel.
Geschlagen wird im chinesischen Schach immer am Zielpunkt eines Zuges. Kann eine Spielfigur mit ihrem Zug also einen Punkt erreichen, der von einem gegnerischen Spielstein besetzt wird, so kann dieser geschlagen werden und wird vom Spielfeld genommen. Es besteht kein Schlagzwang.

### Startaufstellung
Auf der Grundreihe stehen von links nach rechts:
- Streitwagen / 車 jū (Schwarz und Rot)
- Reiter (Rot) – Pferd / 馬 mǎ (Schwarz und auch Rot)
- Minister / 相 xiàng (Rot) – Elefant / 象 xiàng (Schwarz)
- Leibwächter/Offizier / 仕 shì (Rot) – Mandarin / 士 shì (Schwarz)
- Feldherr / 帥 shuài (Rot) – General / 將 jiàng (Schwarz)
- Leibwächter/Offizier / 仕 shì (Rot) – Mandarin / 士 shì (Schwarz)
- Minister / 相 xiàng (Rot) – Elefant / 象 xiàng (Schwarz)
- Reiter (Rot) – Pferd / 馬 mǎ (Schwarz und auch Rot)
- Streitwagen / 車 jū (Schwarz und auch Rot)

Zwei Reihen in Richtung Fluss stehen, vor den Reitern bzw. Pferden, je Seite zwei Kanonen / 炮 pào (Rot) und Katapulte / 砲 pào (Schwarz). Auf der nächsten Reihe stehen je Seite fünf Soldaten / 兵 bīng (Rot) und Fußvolk / 卒 zú (Schwarz); diese stehen, beginnend mit einem Randfeld, auf jedem zweiten Feld bis zum anderen Rand. Die Startfelder der Kanonen und Soldaten sind auf den meisten Spielplänen und -brettern durch Markierungen an den Kreuzungspunkten hervorgehoben (im Bild verdeckt).
Im Bild ist, wie auch bei (traditionellen) chinesischen Landkarten, Süden (Schwarz) oben.

### Zugregeln

#### Der Feldherr

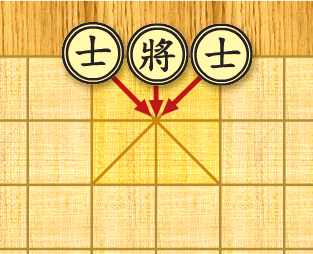
Feldherr und Leibwächter können aus der Grundstellung nur ins Zentrum des Palastes ziehen

Der rote Feldherr wird Befehlshaber und der schwarze General genannt. Westliche Spieler bezeichnen sie auch als König. Der Feldherr zieht immer nur einen Schritt waagerecht oder senkrecht auf ein unmittelbar benachbartes Feld. Im Gegensatz zum westlichen König kann er nicht diagonal ziehen. Er darf den Palast (die Festung) nie verlassen, kann insgesamt also nur neun Felder betreten. Eine Rochade gibt es nicht.
Die beiden gegnerischen Feldherren dürfen sich niemals ohne einen dazwischen stehenden Stein auf einer Linie gegenüberstehen. Der „Todesblick“ der Feldherrn verbietet dies, was eine interessante (aber zweischneidige) Fernwirkung des reiseunlustigen Feldherrn einführt, die besonders im Endspiel genutzt werden kann, um ein Patt (das im Xiangqi kein Remis, sondern ein Sieg ist) zu erzwingen.
Der Legende nach hieß diese Figur einst auch in China „König“, dies soll aber von einem Kaiser untersagt worden sein, da er sich dadurch beleidigt fühlte, von seinen Untertanen auf einem Spielfeld herumgeschoben zu werden.

#### Leibwächter
Die Mandarine/Beamten (Rot) und Leibwächter (Schwarz) entsprechen im Ursprung der Dame des europäischen Schachs, sind jedoch wesentlich schwächer als diese: Sie ziehen immer nur einen Schritt diagonal (nicht waagerecht oder senkrecht) auf ein unmittelbar benachbartes Feld und dürfen den Palast ebenfalls nicht verlassen. Somit haben beide gemeinsam nur fünf Felder zur Verfügung, nämlich die Palastmitte und dessen vier Ecken.

#### Minister und Elefanten
Die Minister (Rot) und die Elefanten (Schwarz) (die dem Spiel seinen Namen geben; xiàng = ‚Elefant‘) sind mit dem modernen Läufer verwandt, aber in ihrer Zugkraft ebenfalls deutlich schwächer. Von westlichen Spielern werden meist die Figuren beider Seiten als Elefanten bezeichnet. Die Elefanten ziehen immer genau zwei Schritte in diagonaler Richtung, aber nur, wenn das zwischenliegende (übersprungene) Feld frei ist. Sie entsprechen weitgehend, bis auf die fehlende Sprungfähigkeit, den Elefanten des Schatrandsch. Darüber hinaus dürfen die Elefanten niemals den Fluss, also die Grenze der beiden Reiche zwischen der fünften und sechsten Reihe, überschreiten. Sie haben also gemeinsam sieben Felder, alle in der eigenen Hälfte des Spielfelds, auf denen sie sich aufhalten dürfen. Mit Ausnahme der starken mittleren Position auf der Vorderseite des Palastes haben sie auf allen anderen ihren Feldern höchstens zwei Züge zur Auswahl, sofern eben nicht auch noch einer oder beide durch benachbarte Steine blockiert sind. Die Elefanten sind reine Verteidigungsfiguren, als solche wegen ihrer Fähigkeit zum schnellen „Herumkommen“ in der eigenen Hälfte aber wesentlich wichtiger, als man vielleicht annehmen könnte – mangels Läufern und Damen europäischer Art.

#### Pferde

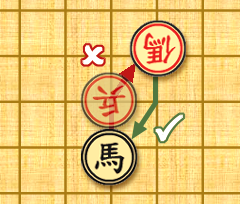
Nur das rote Pferd kann das schwarze schlagen. Umgekehrt ist es nicht möglich.

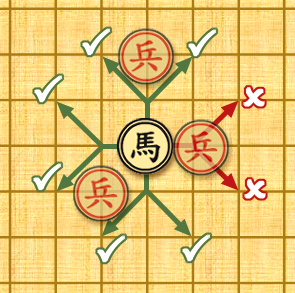
Grüne Züge sind erlaubt, rote nicht.

Die Pferde entsprechen im Wesentlichen den Springern des europäischen Schachs, können jedoch nicht springen. Ein Pferd bewegt sich in seinem Zug in zwei Schritten: zuerst ein Feld waagerecht oder senkrecht in beliebiger Richtung und anschließend ein Feld diagonal, wobei es sich weiter vom Ausgangsfeld entfernt. Das Pferd wird blockiert, wenn ein anderer Stein auf dem zuerst zu betretenden Feld steht. Die Stärke der Pferde nimmt zum Endspiel hin zu, weil dann weniger Steine vorhanden sind, die sie blockieren könnten.

#### Wagen
Die Zugweise der (Streit-)Wagen entspricht der der Türme des europäischen Schachs – sie ziehen also beliebig viele Felder in waagrechter oder senkrechter Richtung. Die Wagen sind bei weitem die stärksten Figuren. Während sie in der Eröffnung ihre Stärke durch die ungünstige Position in den Ecken und das noch relativ volle Spielfeld nicht voll entfalten können, nimmt ihre Stärke zum Endspiel hin zu.

#### Kanonen
Die Kanonen (Mörser bzw. Katapult genannt) sind eine rein chinesische Erfindung und entsprechen keiner Figur des europäischen Schachs. Wenn sie nicht schlagen, bewegen sie sich wie die Wagen. Zum Schlagen muss sich irgendwo zwischen dem gegnerischen Stein, der geschlagen werden soll, und der Kanone genau ein anderer Stein befinden (Schanzenstein), der beim Schlagen übersprungen wird. Schlagen ist über beliebige Entfernungen und in waagerechter oder senkrechter Richtung möglich. Als Schanzenstein können sowohl eigene als auch gegnerische Steine dienen. Die Kanone zieht auf das Feld mit dem zu schlagenden Stein, der Schanzenstein bleibt auf dem Brett.
Diese zunächst etwas merkwürdig anmutende Zugweise der Kanone ermöglicht viele verschiedene interessante Konstellationen. Vor allem die Doppelkanone (eine Kanone eines Spielers, die die andere Kanone als Schanzenstein verwendet) ist eine mächtige Waffe im Spiel, wenn sie auf den gegnerischen General gerichtet ist. Insgesamt nimmt die Stärke der Kanonen jedoch zum Endspiel hin eher ab, weil immer weniger mögliche Schanzensteine vorhanden sind.

#### Soldaten
Die Waffe (Rot) und Soldaten (Schwarz) (oder Bauern) können ein Feld nach vorne ziehen. Befinden sie sich in der gegnerischen Bretthälfte, also nach überqueren des Flusses, können sie auch ein Feld zur Seite, nach links oder rechts, ziehen, jedoch nicht diagonal oder rückwärts.
Im Gegensatz zum westlichen Schach schlagen die Soldaten nicht diagonal, sondern genau so, wie sie auch ziehen, also nach vorne und jenseits des Flusses auch seitwärts. Einen Doppelschritt im ersten Zug (und somit auch das Schlagen en passant) gibt es nicht. Eine Umwandlung auf der gegnerischen Grundreihe findet nicht statt; ein dort angekommener Soldat kann nur noch seitwärts ziehen.
Auch wenn die Bauern durch ihre im Gegensatz zum europäischen Schach aufgelockerte und vorgezogene Aufstellung keine besonders große Rolle als Defensiv-Figuren mehr spielen, so sind sie doch durchaus wichtige Offensiv-Figuren, vor allem, da man sie nicht wie im europäischen Schach einfach durch das Davorstellen einer anderen Figur stoppen kann. Auch als Schanzensteine für die Kanonen sind sie gut nutzbar.

### Weitere Regeln
Der General ist im Schach, wenn ein gegnerischer Spielstein ihn bedroht (auf seine Position ziehen und ihn damit schlagen könnte). Wie im westlichen Schach gilt, dass nach einem Zug der General des Ziehenden nicht bedroht sein darf. Somit muss ein Schachgebot des Gegners im unmittelbar folgenden Zug abgewehrt werden, und Hineinziehen ins Schach ist verboten. Die beiden Generale bedrohen sich auch gegenseitig, wenn sie auf der gleichen Linie stehen und kein Stein zwischen ihnen steht; Züge, die diese Situation herstellen, sind daher wie andere Züge ins Schach hinein verboten.
Es gibt also vier Möglichkeiten, ein Schachgebot abzuwehren:
- der General zieht aus der bedrohten Position heraus
- der bedrohende gegnerische Spielstein wird geschlagen
- ein eigener Spielstein verdeckt den General (wird zwischen angreifenden Stein und General gezogen)
- ein Schanzenstein, über den eine Kanone den General angreift, wird weggezogen

Die ersten drei Möglichkeiten, ein Schach abzuwehren, entsprechen denen im westlichen Schach. Eine Besonderheit im Xiangqi ergibt sich, wenn der General durch eine Kanone angegriffen wird und der dazwischen stehende Schanzenstein dem Spieler gehört, der im Schach steht: Dann kann auch durch Wegziehen dieses Steins das Schach aufgehoben werden. Ein Schach abzuwehren, indem man den General praktisch „entblößt“, kann für Spieler des West-Schachs gewöhnungsbedürftig und schwer zu sehen sein.
Das Bieten von Dauerschach oder Stellungswiederholungen zur Bedrohung ungedeckter Figuren sind verboten. In diesem Fall muss der Angreifer sein Verhalten ändern.

### Ende des Spiels

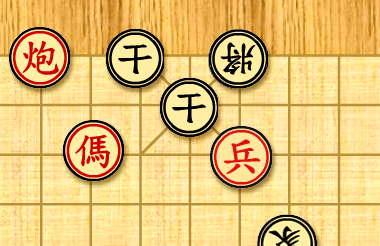
Ein Beispiel für ein Matt. Das Pferd wäre nicht nötig.

Wenn der Spieler am Zug keinen legalen Zug hat, endet das Spiel, und der Spieler, der den letzten Zug gemacht hat, gewinnt. Somit kann man nicht nur durch Matt, sondern auch durch Patt gewinnen.
Außerdem ist ein Unentschieden durch Übereinkunft möglich.

## Notation
Es sind verschiedene Arten der Notation zur Aufzeichnung des Spielverlaufs üblich. In jedem Fall werden die Züge nummeriert und nach dem gleichen Muster aufgeschrieben:
1. <erster Zug> <erste Antwort>
2. <zweiter Zug> <zweite Antwort>
3. usw.
Es ist leichter verständlich, aber nicht notwendig, jedes Zugpaar in eine eigene Zeile zu schreiben.
Leider sind sehr viele Varianten der Notation gebräuchlich und es ist immer zu prüfen, welche Anwendung von Abkürzungen oder Nummerierungen verwendet wird.

### Klassisches System
Das Spielbrett ist jeweils auf einer Stirnseite eines Gebietes von rechts nach links mit den Zahlen eins bis neun nummeriert – vom jeweiligen Spieler aus gesehen. Die Zählrichtung erklärt sich aus der klassischen chinesischen Schreibweise. Im klassischen chinesischen Stil wird beim Schreiben eines Textes in der rechten oberen Ecke begonnen und spaltenweise nach unten schreibend fortgefahren. Durch diese Art der Nummerierung ergibt sich eine Notation, die für beide Seiten identisch ist. Niemand braucht umzudenken, wenn die Seiten getauscht werden. Um in einer Aufzeichnung die Spielzüge beider Seiten besser unterscheiden zu können, ist ein Gebiet mit arabischen, das andere Gebiet mit chinesischen Zahlzeichen nummeriert.
Die Namen der Figuren werden in chinesischen Zeichen geschrieben werden (Kanone ist immer 炮, Pferd ist immer 馬); Die Richtung der Bewegung wird durch ein spezielles Zeichen angezeigt. Vorwärts-Züge werden mit 進, Rückwärts-Züge mit 退 und seitliche Züge mit 平 markiert. Die Ziffern werden für einen oder beide Spieler chinesisch geschrieben, für den anderen arabisch. Für Figuren, die sich diagonal bewegen (Pferd, Elefant, Berater), werden die Zeichen 進 oder 退 anstatt 平 verwendet.
Der Aufbau ist für horizontale Züge <Figur><Startlinie>平<Ziellinie> oder bei vertikaler Bewegung <Figur><Startlinie><Richtung: 進 oder 退><Anzahl der überschrittenen Reihen>.
Computer-Programme verwenden eine Darstellung mit einfachen Zeichen (siehe Tabelle), die auch in englischsprachiger Literatur Verwendung findet. In letzterer sind auch die Abkürzungen in Form von „f“, „b“ und „h“ gebräuchlich.
| Spielstein      | Chinesisch (Figurin) | Englisch     | Englisch     | Englisch       | Englisch (für Schachspieler) | Deutsch         |
| --------------- | -------------------- | ------------ | ------------ | -------------- | ---------------------------- | --------------- |
| Die Soldaten    | 兵/卒                | Soldier (S)  | Pawn (P)     | Pawn (P)       | Pawn (P)                     | Soldat (S)      |
| Die Leibwächter | 仕/士                | Advisor (A)  | Advisor (A)  | Counsellor (S) | Guard (G)                    | Leibwächter (L) |
| Die Elefanten   | 相/象                | Elephant (E) | Elephant (E) | Minister (M)   | Bishop (B)                   | Elefant (E)     |
| Die Reiter      | 傌/馬                | Horse (H)    | Horse (H)    | Knight (N)     | Knight (N)                   | Pferd (P)       |
| Die Kanonen     | 炮/砲                | Cannon (C)   | Cannon (C)   | Cannon (C)     | Cannon (C)                   | Kanone (K)      |
| Die Streitwagen | 俥/車                | Chariot (R)  | Rook (R)     | Rook (R)       | Rook (R)                     | Wagen (W)       |
| Die Generäle    | 帥/將                | General (G)  | King (K)     | King (K)       | King (K)                     | Feldherr (F)    |

| Bewegung    | Chinesisch | Zeichen  | Englisch |
| ----------- | ---------- | -------- | -------- |
| vorwärts    | 進         | +        | f        |
| zurück      | 退         | -        | b        |
| seitlich    | 平         | = oder . | h        |
| nach vorn   | 前         | +        | f        |
| nach hinten | 後 / 后    | -        | b        |

| Chinesisch | 一 | 二 | 三 | 四 | 五 | 六 | 七 | 八 | 九 |
| Arabisch   | 1  | 2  | 3  | 4  | 5  | 6  | 7  | 8  | 9  |

Die häufigste Eröffnungs-Sequenz wird nach diesem System so geschrieben:
1. 炮二平五 馬8進7 oder (englisch) 1. C2=5 H8+7 oder (deutsch) 1. K2=5 P8+7

### Algebraisches System
Diese Methode wird hauptsächlich von westlichen Spielern und in übersetzten Büchern verwendet, um dem Schachspieler den Einstieg zu erleichtern. Sie entspricht der algebraischen Notation des Schachspiels. Buchstaben werden für Linien (a bis i), und Zahlen für die Reihen (1 bis 10) verwendet. Die Linie „a“ ist aus der Sicht des roten Spielers links, und die Reihe „1“ ist aus der Sicht des roten Spieler die nächste. Diese Methode bezeichnet die Felder immer gleich, ungeachtet, welcher Spieler am Zug ist. Für die Zehn wird in der Regel eine 0 verwendet. Teilweise werden die Reihen aber auch von 0 bis 9 nummeriert.
Figuren werden wie im klassischen System geschrieben, mit der Ausnahme, dass für Soldaten kein Zeichen verwendet wird. Auch sind hier sowohl chinesischen Schriftzeichen (seltener, entspricht einer figurinen Notation) als auch lateinische Buchstaben (bedarf der Wahl einer Sprache) gebräuchlich.
Das vorherige Feld wird nur angegeben, wenn zwei gleichartige Figuren den Zug ausführen dürfen. Wenn die beiden Figuren in der gleichen Spalte stehen, wird nur die Zeile angegeben. Wenn sie in der gleichen Zeile stehen, wird nur die Spalte angegeben. Wenn sie weder in der gleichen Spalte, noch in der gleichen Zeile stehen, wird oft nur die Spalte angegeben.
Das Schlagen wird durch das Zeichen „×“ markiert. Für Züge, die keine Figur schlagen, wird keine Markierung verwendet. Schach wird durch das Zeichen „+“ markiert. Matt und Patt werden durch das Zeichen „#“ markiert. Züge können auch mit Kommentarzeichen wie „?“ für schlechte Züge und „!“ für gute Züge gekennzeichnet werden (siehe auch Schachnotation).
Die häufigste Eröffnungssequenz wird nach dieser Methode so geschrieben:
1. 炮he3 馬g8 oder (englisch) 1. Che3 Hg8 oder (deutsch) 1. Khe3 Pg8
Auch ist eine ausführliche algebraische Notation möglich. Hierbei wird immer das Ursprungsfeld angegeben:
1. Ch3–e3 Hh0–g8 oder 1. Kh3–e3 Ph0–g8

### Numerisches System
Eine Mischung aus klassischem und algebraischen System ist folgendes. Die Reihen des Brettes werden von 1 bis 10 nummeriert, von der Nächsten zur Fernsten. Danach folgt eine Ziffer von 1 bis 9 für die Linien, die von rechts nach links gezählt werden. Beide Angaben sind relativ zu dem Spieler, der am Zug ist. Das Startfeld wird eingeklammert und mit einem Strich vom Zielfeld getrennt.
Die häufigste Eröffnungs-Sequenz wird nach diesem System so geschrieben:
1. 炮 (32)–35   馬 (18)–37

## Grundbegriffe der Strategie und Taktik
Fast alle taktischen Motive des Schachs kommen auch im Xiangqi vor. So sind Opfer, Fesselung, Spieß, Gabel und Abzugsschach möglich. Auch gibt es Mattwendungen, Eröffnungssysteme, spezielle Endspiele etc.
| Spielstein      | Bezeichnung                           | Wert          |
| --------------- | ------------------------------------- | ------------- |
| Die Soldaten    | Soldat                                | 1 Einheit     |
| Die Soldaten    | Soldat nach Überschreiten des Flusses | 2 Einheiten   |
| Die Leibwächter | Leibwächter                           | 2 Einheiten   |
| Die Elefanten   | Minister/Elefant                      | 2 Einheiten   |
| Die Reiter      | Pferd                                 | 4 Einheiten   |
| Die Kanonen     | Kanone                                | 4,5 Einheiten |
| Die Streitwagen | Wagen                                 | 9 Einheiten   |

Dies sind die üblichen ungefähren Vergleichswerte, damit kann man die Auswirkungen eines Abtausches oder eine Stellung grob bewerten. Der Wert einer Figur ist aber sehr stark von der Spielsituation abhängig. Besonders Pferde werden im Endspiel stärker, weil sie durch die geringere Anzahl von Figuren auf dem Brett nicht mehr so häufig blockiert werden können. Hingegen nimmt der Wert der Kanone ab, weil mögliche Schanzensteine fehlen.

## Vergleich mit anderen Schachvarianten
| 象棋 Xiangqi-Grundaufstellung | 將棋, 장기 Janggi-Grundaufstellung | internationales Schach Grundaufstellung |
| ----------------------------- | ---------------------------------- | --------------------------------------- |
| Xiangqi-Grundaufstellung      | Janggi-Grundaufstellung            | Internationale-Grundaufstellung         |

### Schach
Es gibt erhebliche Unterschiede, die Xiangqi zu einem eigenständigen Spiel machen:
- Es gibt Figuren mit identischen, ähnlichen und komplett abweichenden Zugweisen gegenüber dem westlichen Schach.
- Das Spiel ist viel „offener“ und wird viel schneller „lebendig“ (kürzere Eröffnungsphase), da das Spielfeld bei gleicher Figuranzahl deutlich größer ist, wodurch sich die Figuren weniger gegenseitig im Weg stehen. Die Offiziere stehen zu Beginn auch nicht hinter einer geschlossenen Phalanx von Bauern. Es sind außerdem viele verschiedene Arten von „Doppelangriffen“ durch die Pferde und die Kanonen möglich.
- Da weder Dame noch Läufer existieren, haben die Diagonalen geringe Bedeutung.
- Die Figuren einer Partei können sich durch geschickte Aufstellung sehr gut gegenseitig decken, was einen Angriff des Gegners erschwert.
- Das Spielfeld ist spiegelsymmetrisch. Feldherr und General stehen genau in der Mitte, so dass der Unterschied zwischen Damen- und Königsflügel entfällt. Es ist üblich, den ersten Zug immer auf dem rechten Flügel zu machen.
- Durch das Vorhandensein von explizit defensiven Figuren ergeben sich völlig andere Taktiken und Strategien wie auch Wertigkeiten der Figuren.
- Ein Patt führt nicht zu einem Remis, sondern zum Gewinn des Spieles durch die zuletzt ziehende Partei.
- Die beiden Feldherren (Könige) dürfen sich nicht gegenüberstehen, ohne dass eine (eigene oder fremde) Figur dazwischen steht (der böse Blick).

### Janggi
Die Figuren des koreanischen Janggi sind identisch, ziehen aber zum Teil anders.
- Es gibt keinen „Fluss“ in der Mitte des Bretts, das aber ansonsten gleich ist (ebenfalls 9 × 10 Punkte).
- Soldaten können von vornherein sowohl nach vorne als auch zur Seite ziehen.
- Elefanten können auf die gegnerische Seite gelangen, und sie ziehen anders als im Xiangqi (wie (2,3)-Figur, aber wie die Pferde ohne Sprungfähigkeit).
- Es gelten abweichende Zugweisen für die Kanonen, und es bestehen teils besondere Zugregeln im Inneren des Palasts.
- Die Generale beginnen im Zentrum ihres Palastes statt auf der Grundlinie.
- Leibwächter und General ziehen entlang der im Palast eingezeichneten Linien.
- Es besteht kein Zugzwang, daher ist auch kein Patt möglich.
- Wenn die Generale auf derselben Linie stehen ohne einen Stein dazwischen und der Spieler am Zug dies nicht aufhebt, endet das Spiel unentschieden.

## Xiangqi in Deutschland

Alle Steine (mit Namen in Pinyin) zum Ausdrucken, Ausschneiden und Spielen

Seit 1992 wird eine Mannschaftsmeisterschaft und seit 1994 eine Individualmeisterschaft ausgespielt. Vereine oder regelmäßige Spielertreffen finden sich in Berlin, Hamburg, Nürnberg, Leonberg, München und Steinwiesen (Stand: Mai 2020).
Als einer der stärksten deutschen Xiangqi-Spieler galt Schachgroßmeister Robert Hübner, der sich allerdings am Spielbetrieb der deutschen Spieler niemals beteiligt hatte. Hübner nahm 1993 an der Weltmeisterschaft in Peking teil und lenkte mit seinem 36. Platz unter 76 Teilnehmern die Aufmerksamkeit der chinesischen Medien auf sich. Deutscher Rekordmeister ist Michael Nägler aus Lingen. Er gewann den Individualtitel sechsmal (1996, 1997, 1998, 2000, 2001 und 2007). Die Xiangqi-Gemeinde Deutschlands hat das INGO-Wertungssystem übernommen, das bis 1990 im deutschen Schachbund verwendet wurde.

## Galerie

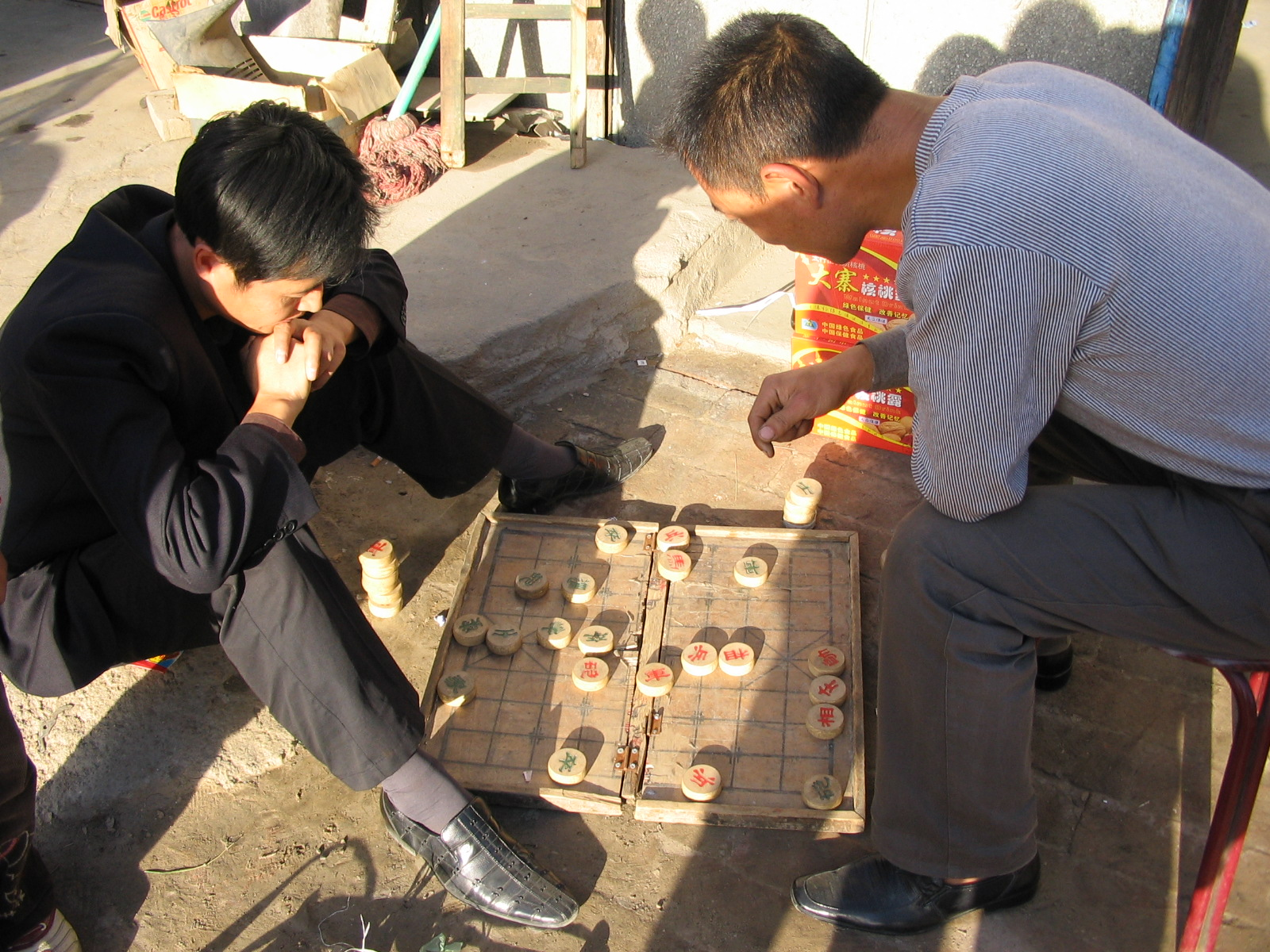
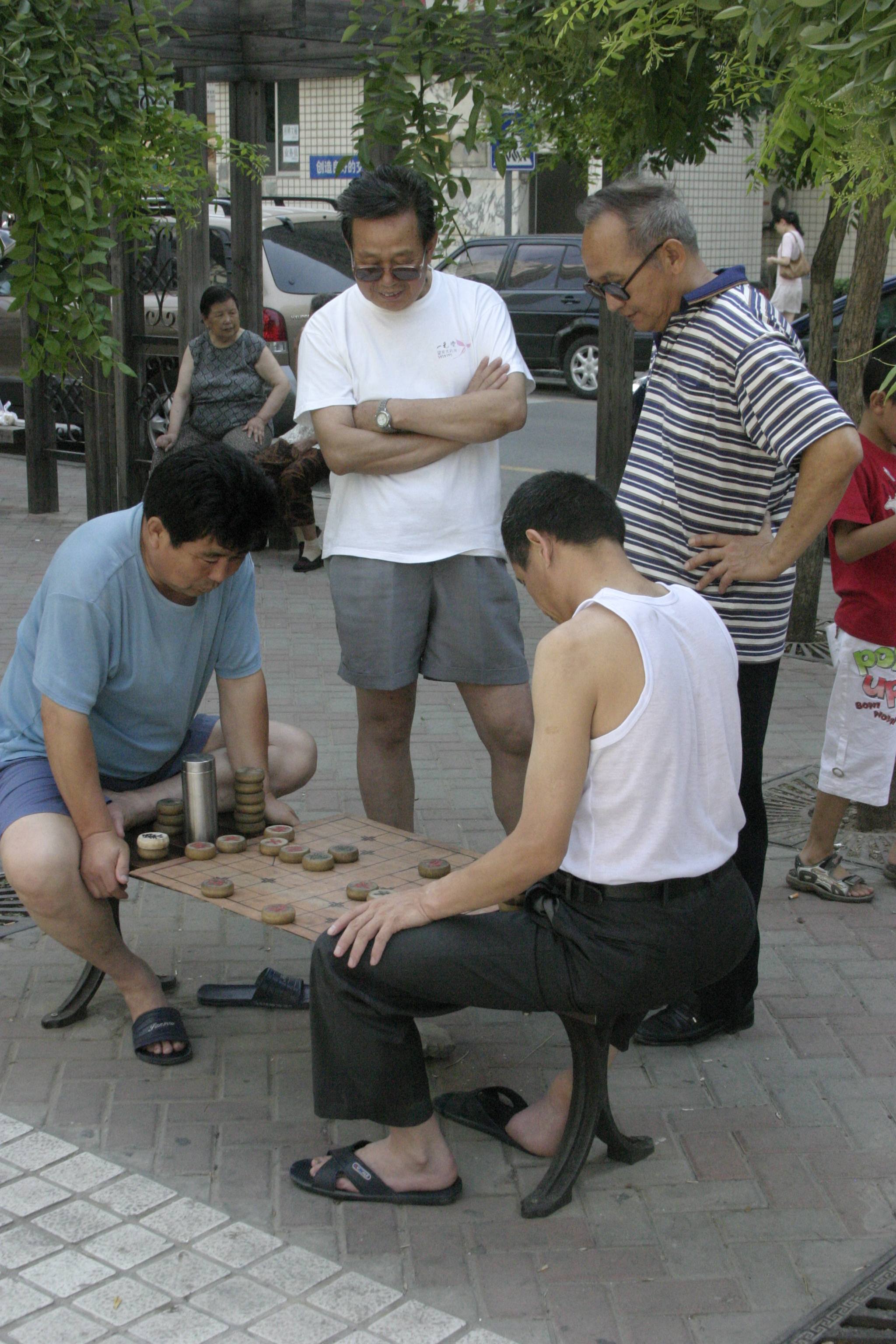
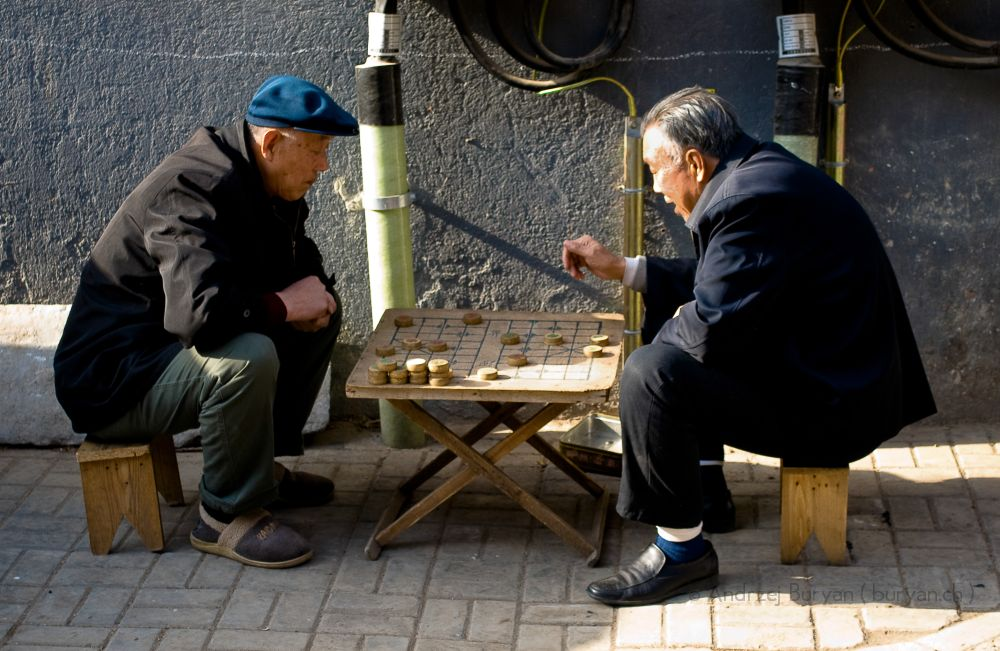
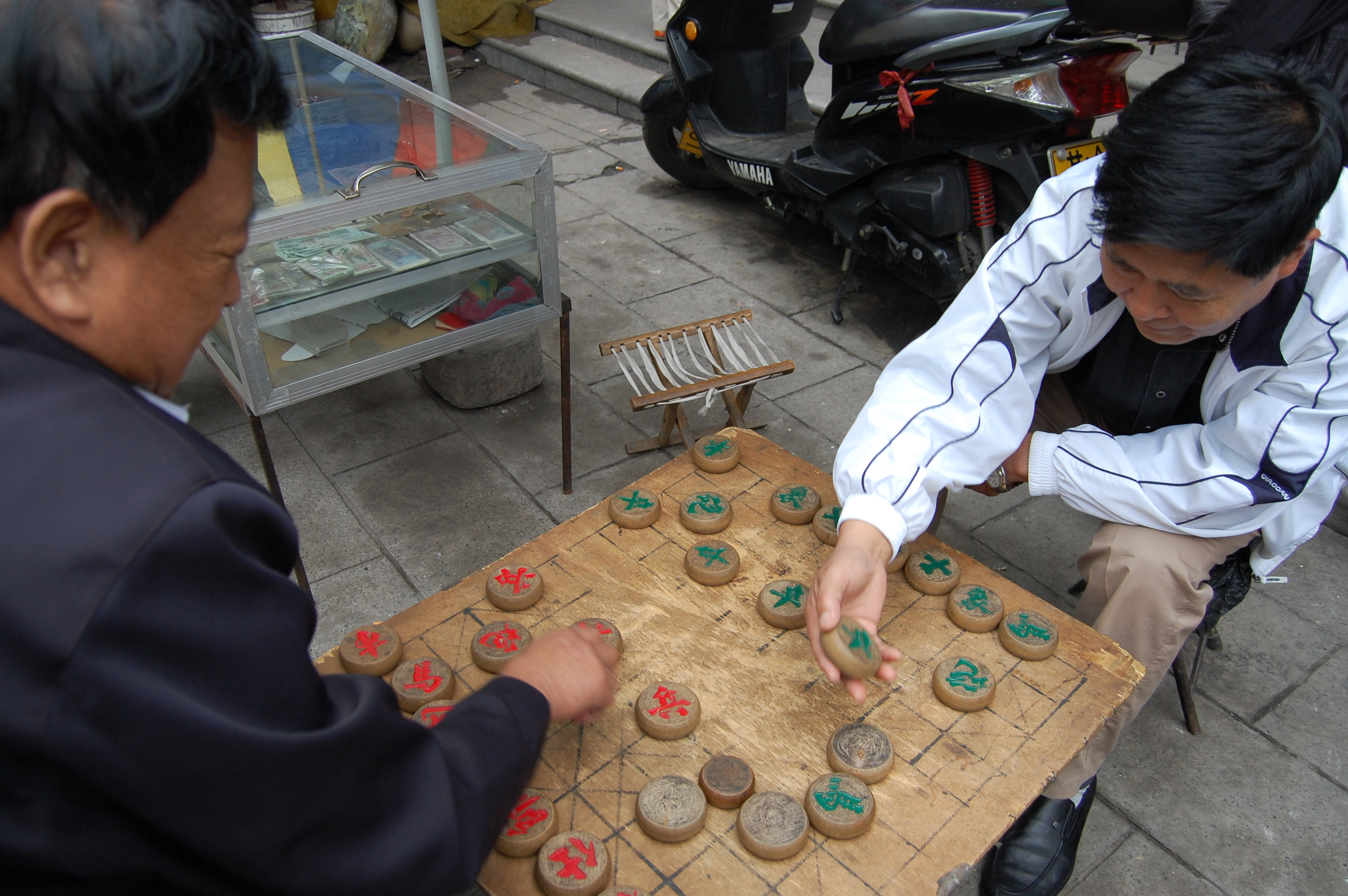